# Doni Tanácsköztársaság
A Doni Tanácsköztársaság (oroszul: Донская советская республика) egy két hónapig fennálló tagköztársasága volt az Orosz Szovjet Szocialista Szövetségi Köztársaságnak 1918-ban.
A terület korábban a Doni határvidékhez tartozott, majd a polgárháború alatt a fehérek kezére került. 1918 márciusában a Vörös Hadsereg elfoglalta a területet és hozzácsatolták a bolsevik orosz államhoz. Májusban a doni kozákok lázadása, a breszt-litovszki béke keretében a Vörös Hadsereg kivonult a területről, és a helyén létrejött a független Doni Köztársaság.

## Története
A Doni Tanácsköztársaság 1918. március 23-án jött létre, miután a bolsevikok elfoglalták Rosztov-na-Donu városát. A kozák szabadcsapatok ekkor a Kaukázus felé vonultak vissza. Április 9. és 14. között választásokat tartottak, majd létrehozták az állami tanácsot. A tanácsban 26 bolsevik és 24 baloldali szocialista forradalmár foglalt helyet. Később a tanács helyett megalakították a Szovjet Néptanácsot, vezetője a kozák származású Fjodor Podtyolkov lett, valamint a Védelmi Tanácsot, ami az ország katonai politikájával és védelmével foglalkozott.
A Doni Tanácsköztársaság gyorsan hanyatlott, miután a fehérek ellentámadásának köszönhetően megszakadtak az utánpótlási vonalak, emiatt éhezések alakultak ki. 1918 áprilisában a doni kozákok felkelést szítottak, a német csapatok pedig elérték a Don folyó vonalát. A doni kozákok Pjotr Krasznov vezetésével elfoglalták Rosztov-na-Donut, amit a német seregek május 6-án szálltak meg. A tanácsköztársaság vezetői Caricinba menekültek, de a kozákok elfogták őket és Podtyolkovot kivégezték. A Doni Köztársaság május 18-án hivatalosan is annektálta a tanácsállamot. A Doni Tanácsköztársaság kormánya csak szeptemberben oszlatta fel magát.

## Fordítás
Ez a szócikk részben vagy egészben  a   Don Soviet Republic című angol Wikipédia-szócikk ezen változatának fordításán alapul.  Az eredeti cikk szerkesztőit annak laptörténete sorolja fel. Ez a jelzés csupán a megfogalmazás eredetét és a szerzői jogokat jelzi, nem szolgál a cikkben szereplő információk forrásmegjelöléseként.